# Xe đạp số cố định

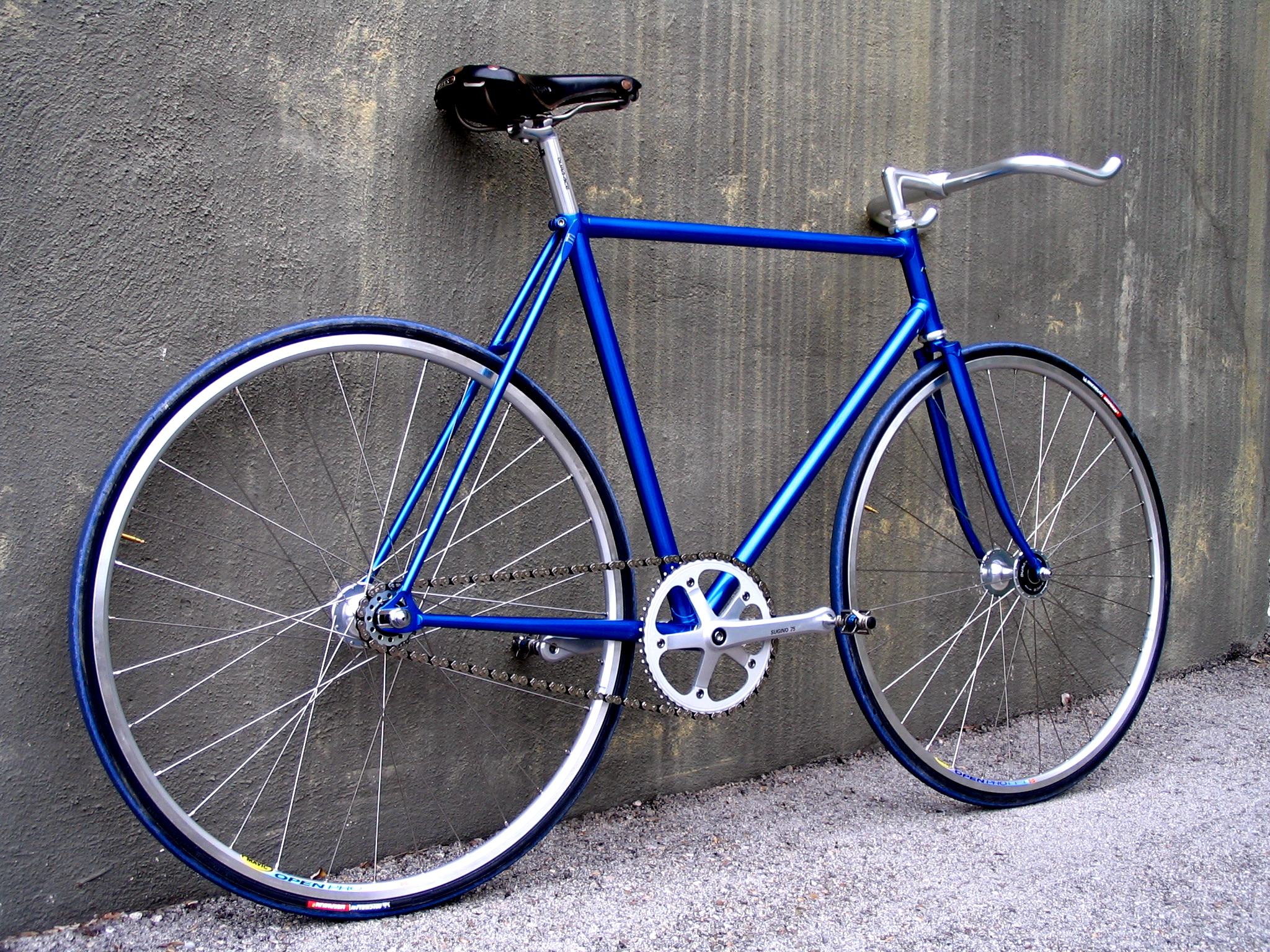
A fixed-gear bicycle

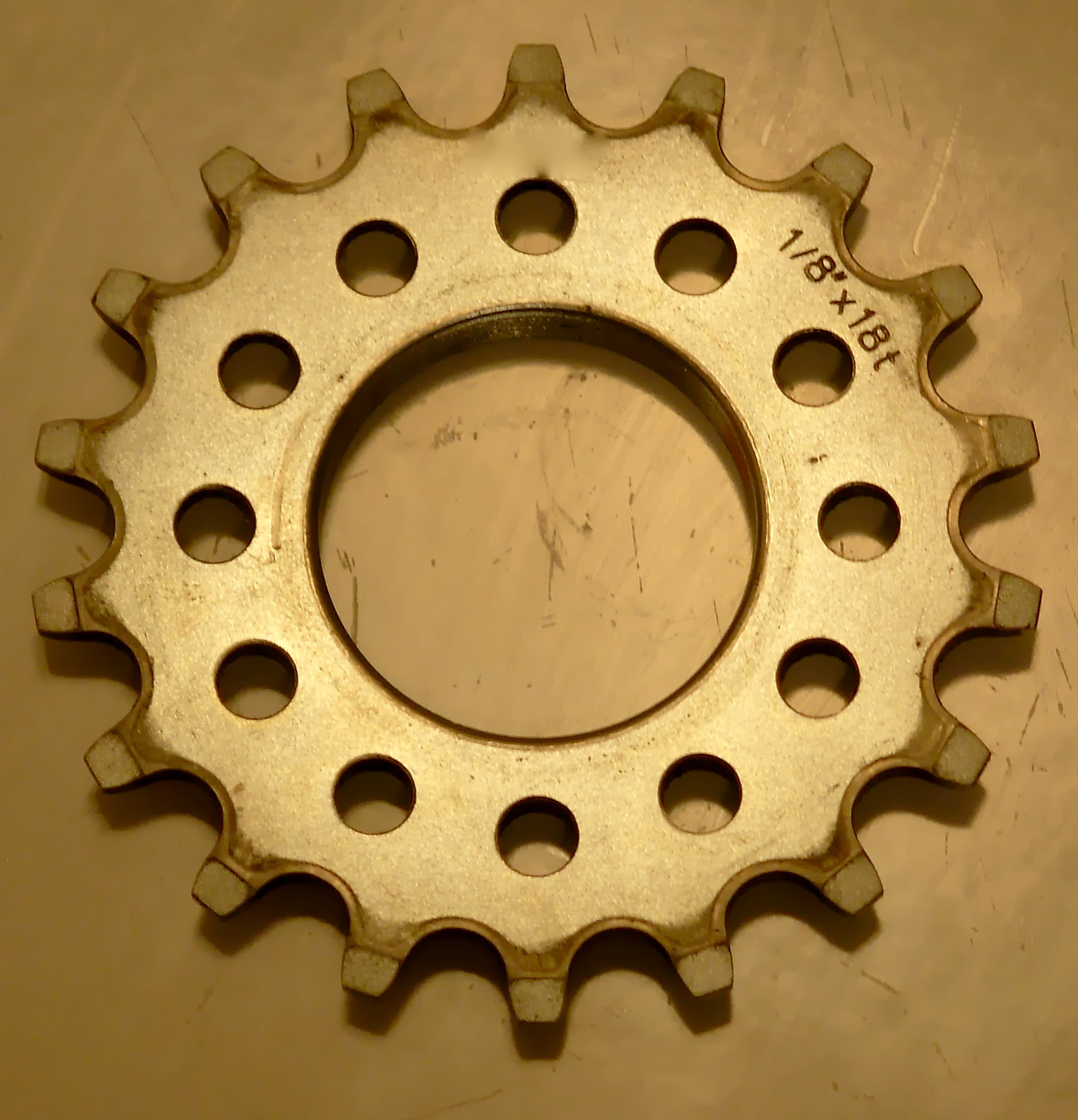
An 18-tooth cog that attaches to the rear hub of fixed-gear bike

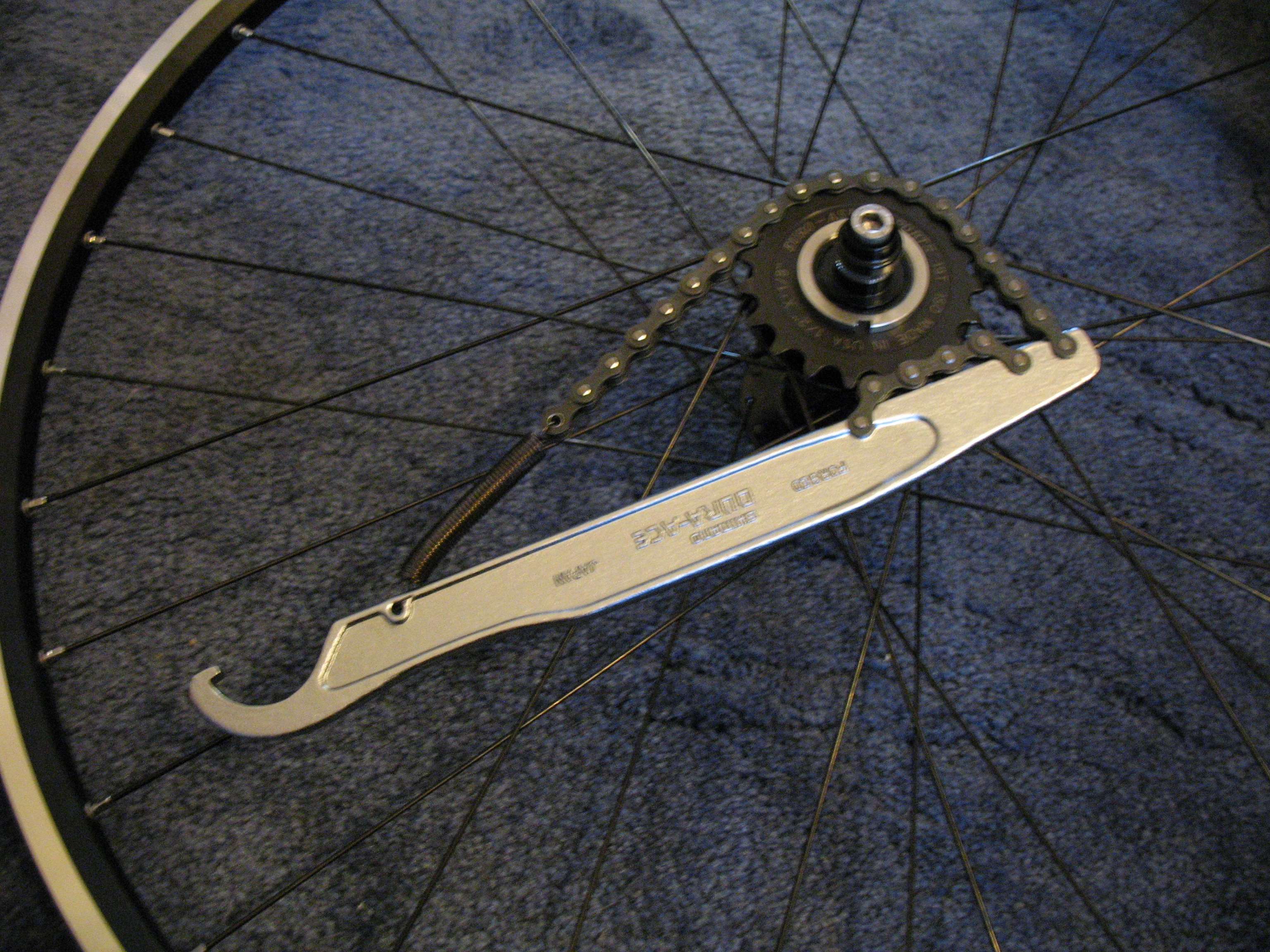
Track cogs are typically attached and removed from the hub by screwing them with a chain whip. This tool incorporates a lockring spanner for securing a reverse threaded lockring against the cog.

Xe đạp số cố định, tiếng Anh:fixed-gear bicycle hoặc fixie là một chiếc xe đạp có hệ thống truyền động không có cơ chế freewheel. Các freewheel được phát triển sớm trong lịch sử thiết kế xe đạp nhưng xe đạp số cố định vẫn là thiết kế tiêu chuẩn. Gần đây các xe đạp số cố định đã trở thành một lựa chọn phổ biến trong những người đi xe đạp tại đô thị, sản phẩm có lợi thế là đơn giản so với các xe đạp cho phép nhiều số.
Từ "fixed" trong cụm từ "fixed-gear" có nghĩa là "cố định", một chiếc xe đạp số cố định có nghĩa may-ơ (hay trục sau của xe) được bắt cố định vào bánh xe. Điều đó có nghĩa là nếu người sử dụng quay ngược hay quay xuôi pedal, bánh xe sau cũng quay theo cùng hướng và cùng tốc độ, khác với xe đạp thường vẫn chạy khi người sử dụng ngừng đạp.